# Art ludique - Le Musée
Art ludique - Le Musée est un musée situé à Paris, il est consacré aux industries artistiques et culturelles et réunit sous le même toit jeu vidéo, film d’animation, bande dessinée, manga et design de décors de cinéma.

## Localisation
Initialement situé au 34, quai d'Austerlitz dans le 13e arrondissement de Paris, dans Les Docks, cité de la mode et du design, le musée Art ludique quitte les lieux en mars 2018 à la suite d'un désaccord avec l'établissement,,.
Ayant signé un accord avec SNCF Gares & Connexions, le musée Art ludique prévoit ensuite de s’installer dans la gare Saint-Lazare en 2020 et d'ouvrir ses portes en 2023. Avec une superficie d’exposition de plus de 1 300 m2, il compte présenter une collection permanente évolutive et des expositions temporaires,.
Le projet semble toutefois suspendu, le musée indiquant sur son site qu'« en attendant de trouver un nouveau lieu d’accueil pour son musée, l’équipe des Arts Ludiques imagine, écrit et conçoit des expositions hors les murs. »

## Création
Jean-Jacques Launier fonde avec Diane Launier la galerie Arludik, avant de consacrer une exposition à Mœbius et Miyazaki à la Monnaie de Paris en 2004, puis à L’Âge de Glace et John Howe pour la trilogie du Seigneur des anneaux, ainsi que des ouvrages théoriques comme Art Ludique, publié chez Sonatine Éditions en 2011. Ils décident alors de fonder un musée autour du divertissement.

## Description
La volonté de son fondateur est de rendre ses lettres de noblesse aux arts contemporains que sont la bande dessinée, le jeu vidéo et l’animation. Cette vision prend forme à travers plusieurs expositions temporaires par an, rassemblant les artistes figuratifs narratifs influents et les artistes contemporains de la bande dessinée, du manga, du cinéma, de l’animation et du jeu vidéo à travers le monde, autour d'un concept commun : l'art ludique,,.
Le Musée a été inauguré avec l’exposition « Pixar, 25 ans d’animation », créée en 2006 par les Studios Pixar et le MoMA, avant d'accueillir des expositions consacrées aux super-héros Marvel et aux productions du studio Ghibli. Emmanuel Forsans, directeur de l'Agence française pour le jeu vidéo, indique que « le nouveau musée parisien a accueilli, dès sa première année, plus de 400 000 visiteurs ». Selon Télérama, les deux premières expositions d'Art Ludique - Le Musée se placent parmi les quinze expositions parisiennes les plus vues en 2014 : « après un début réussi avec Pixar, 25 ans d'animation, L'art des super-héros Marvel a attiré bien des adultes et enfants ».

## Expositions

### Paris

#### Pixar,25 ansd’animation
Art ludique – Le Musée a été inauguré avec l’exposition Pixar, 25 ans d’animation. Créée conjointement par les studios Pixar et le Museum of Modern Art de New York en 2006, l’exposition arrive à Paris le 16 novembre 2013, après avoir été visible à Londres, Tokyo, Helsinki ou Mexico. L’exposition regroupe plus de cinq cents œuvres, dessins, sculptures ou story-boards, ainsi que deux attractions : le zootrope de Toy Story, créé pour l’exposition et donnant l’illusion du mouvement, et Artscape, film d’animation panoramique et immersif. L'exposition accueille plus de 180 000 visiteurs. Comme le souligne Justine Souque de la Revue web Theoria, « le Musée Art Ludique nous fait entrer dans les coulisses des studios Pixar, au cœur même du processus de création ».

#### L'art des Super-héros Marvel
Cette exposition créée pour et par le musée a ouvert ses portes le 22 mars 2014, et regroupe plus de 300 planches originales des plus grands super-héros de l'univers Marvel, ainsi que des dessins d'études, story-boards et objets issus des films Marvel, tels que Mjöllnir, le marteau de Thor, les casques d'Iron Man ou le bouclier de Captain America mais aussi la couverture originale du premier Surfer d'argent, ainsi que des peintures numériques de Ryan Meinerding, superviseur artistique pour la plupart des films du studio,,,,.

#### Dessins du Studio Ghibli, les secrets du layout pour comprendre l'animation deTakahataetMiyazaki
L'exposition, annoncée début juin, a ouvert ses portes le 4 octobre 2014. Elle comprend plus de 1300 dessins préparatoires originaux des plus grands films du Studio Ghibli, à qui on doit notamment les films d'animation Mon voisin Totoro, Le Voyage de Chihiro ou Le Tombeau des lucioles,. Joséphine Bindé, pour Télérama, met en parallèle cette exposition avec celle consacrée à Hokusai, au Grand Palais, affirmant notamment qu'une « approche poétique et symbolique du monde : semble lier l'œuvre des deux hommes. Chez l'un ou chez l'autre, les images et leur composition dégagent une puissance poétique comparable à celle des haïkus, ces petits poèmes tenant en quelques mots ».

#### Aardman, l'Art qui prend forme
L'exposition des Studios Aardman, créateurs des personnages de Morph, Wallace et Gromit, Shaun le mouton ou les films d'animation en pâte à modeler Chicken Run ou Les Pirates ! Bons à rien, mauvais en tout, a lieu du 21 mars jusqu'au 30 août 2015, présente des décors originaux issus des films et séries, 350 dessins, des sculptures, des story-boards et enfin des extraits de films, clips et publicités.

#### L'Art dans le Jeu vidéo: L'inspiration française
Cette exposition a ouvert ses portes le 25 septembre 2015. Elle met en valeur le travail des artistes des studios de jeux vidéo français tels Ubisoft, Spiders, Arkane ou encore OSome, Swing Swing Submarine, en regroupant plus de huit cents œuvres : dessins et croquis préparatoires, aquarelles, sculptures ou encore peintures numériques appelées "artworks". Emmanuel Ethis, dans sa contribution du Nouvel Observateur, indique que « le jeu vidéo est bien un art total, car s’il est ludique par nature, il porte aussi l’ambition souveraine de s’inscrire dans une histoire connotée, diaprée de correspondances et de références à tous les arts qui l’ont précédé comme nous permet de le découvrir Jean-Jacques Launier, commissaire de l’exposition consacrée à l’inspiration française de l’Art dans le jeu vidéo ».

#### L'Art de Blue Sky Studios
L'exposition du 25 mars au 25 septembre 2016 montre les travaux des films : Robots, Epic, Horton, Rio ou Snoopy et les Peanuts, le film, L'Âge de glace, ou Bunny, Oscar du meilleur court métrage d'animation, en 1999 ; et No Time for Nuts,,.

#### L'Art des studios d'animation Walt Disney - Le Mouvement par nature
Ouverte du 14 octobre 2016 au 5 mars 2017, l'exposition montre à quel point la dynamique à l'origine des chefs-d'œuvre du studio Disney fut novatrice et visionnaire, en s'appuyant à la fois sur l'étude de la vie en mouvement et des mouvements artistiques successifs,,.

#### L'Art de DC: l'Aube des Super-Héros
L’exposition, initialement présentée du 31 mars 2017 au 7 janvier 2018, dévoile plus de 250 planches originales historiques autour des personnages les plus célèbres de l’écurie DC Comics tel que Batman, Superman ou encore Wonder Woman, et permet ainsi au public de découvrir le travail d’artistes de renom parmi lesquels Bob Kane, Neal Adams, Frank Miller, Jim Lee, Alex Ross et de nombreux autres,,. Aux côtés de ces nombreuses planches de comics, sont exposés les costumes authentiques des films et séries DC, tels que le costume mythique porté par Christopher Reeve dans Superman ou la fameuse tenue portée par Lynda Carter dans Wonder Woman dans les années 1970. Sont également présentés les costumes et accessoires créés pour les films de Zack Snyder, Tim Burton, Joel Schumacher et Christopher Nolan ainsi que le costume de Wonder Woman au cinéma. Dans la section consacrée à l’univers de Batman, est placée l’une des pièces centrales de l’exposition: la Batpod utilisée dans le film Batman : The Dark Knight,.
À la suite de son succès, l'exposition DC Comics est prolongée jusqu'au 7 janvier 2018 et s’enrichit de nouvelles œuvres, dont certains concepts art du film Justice League,.

#### L’Épopée artistique de la TrilogieDragons
Art Ludique présente une exposition Hors Les Murs sur la Trilogie Dragons à l’hôtel de la Salle du 31 janvier au 24 février 2019. En collaboration avec le studio DreamWorks Animation et Universal Pictures International France, le Musée expose le travail des équipes artistiques des films à travers 200 œuvres traditionnelles ou numériques allant des premiers crayonnés de recherches de créatures, de personnages et de décors, jusqu’aux peintures numériques finalisées. Cette production hors du commun, qui aura nécessité 12 années de travail, est restituée tout au long des quatre salles de l’exposition. En filigrane des œuvres, sont projetés les témoignages du réalisateur Dean DeBlois, de l’autrice des livres Cressida Cowell, du producteur Brad Lewis, ou encore du directeur artistique Pierre-Olivier Vincent, mettant en lumière l’importance de la représentation de l’animation dans l’art,.
En 2019, l'exposition s'installe du 11 mai au 23 juin dans le manège du Haras d'Annecy à l'occasion du Festival international du film d’animation.

#### 25 ans de DreamWorks Animation
Le musée présente en 2020 une seconde exposition Hors Les Murs consacrée au « 25 ans de DreamWorks Animation ». Présentée à l’hôtel de la Salle du 14 octobre au 8 novembre, Art ludique – Le Musée met à l'honneur le prestigieux studio DreamWorks Animation, fondé par Steven Spielberg, Jeffrey Katzenberg et David Geffen et sélectionne, en collaboration avec les artistes du studio, les œuvres les plus impressionnantes et représentatives de leur dynamique créative. Plus de 200 œuvres, dessins originaux et peintures numériques issus des films iconiques du studio, parmi lesquels Shrek, Kung Fu Panda, Dragons, Madagascar ou Les Trolls sont alors exposés, accompagnés d’interviews exclusives des artistes ayant participé à leur création. L'exposition cherche à transmettre au fil des salles l’esprit « d’impertinence » qui caractérise certaines œuvres du studio, ainsi que les spécificités qui définissent sa personnalité.

#### Pinocchio de Guillermo Del Toro
L'équipe du musée dévoile l'exposition « Pinocchio de Guillermo Del Toro », qui présente les authentiques sculptures articulées ainsi qu’une sélection inédite de dessins et peintures de recherches pour le film. Créée en collaboration avec Netflix, cette nouvelle exposition Hors Les Murs est présentée à Paris entre mi-octobre et mi-décembre 2022. En mars 2023, le film remporte l’Oscar du meilleur film d’animation.

#### Sur les traces de Tolkien et de l'imaginaire médiéval. Peintures et dessins de John Howe
De juin 2023 à janvier 2024, Diane et Jean-Jacques Launier, fondateurs du musée Art Ludique, présentent « Sur les traces de Tolkien et de l'imaginaire médiéval. Peintures et dessins de John Howe », exposition dont ils sont  commissaires, imaginée et écrite pour le fonds Hélène et Édouard Leclerc pour la culture à Landerneau. Conçue en étroite collaboration avec l’artiste John Howe, l’exposition présente en première mondiale près de 300 dessins et peintures de l’artiste, ainsi que des œuvres authentiques — tapisserie, armures, sculptures — prêtées par les musées du Louvre, des Invalides, de Quimper, de Cluny, et d’Orsay,,,.

### International
Les expositions du Musée Art Ludique sont présentées dans de nombreux musées à travers le monde.

#### Aardman, L’Art qui prend forme
1. Allemagne / Francfort – Deutsches Filmmuseum (DFM) : du 12 juin 2016 au 30 janvier 2017[50].
2. Australie / Melbourne – Australian Centre for the Moving Image (ACMI) : du 30 juin 2017 au 30 janvier 2018[51].
3. Corée du Sud / Séoul – Dongdaemun Design Plaza (DDP) : du 12 avril au 12 juillet 2018[52].
4. Corée du Sud / Séoul – Seoul Museum : du 7 octobre 2018 au 28 février 2019.
5. Corée du Sud / Daegu – Munhwa Broadcasting Corporation (MBC) : du 10 mai au 25 août 2019.
6. Pays Bas / Groningue – Groninger Forum : du 1 octobre 2020 au 9 mai 2021[53].
7. Italie / Pordenone – Palazzo Arti Fumetti Friuli (PAAF!) : du 12 mai au 15 octobre 2023[54].

#### L'Art des studios d'animation Walt Disney - Le Mouvement par nature
Japon / Tokyo  – Miraikan (The National Museum of Emerging Science and Innovation) : du 8 avril au 24 septembre 2017.

#### L’Art de DC – L’Aube des Super-Héros
1. Royaume-Uni / Londres – The O2 : du 22 février au 9 septembre 2018[56].
2. Émirats arabes unis / Abou Dabi – The Yas Mall : du 1er novembre 2018 au 10 mars 2019[57].
3. Pologne / Łódź – EC1 : du 27 septembre 2019 au 2 février 2020[58].
4. Chine / Hong Kong – Portal 6311 : du 3 décembre 2020 au 7 mars 2021[59],[60].
5. Japon / Tokyo – Roppongi Hills Tokyo City View : du 25 juin au 05 septembre 2021[61].
6. Japon / Fukuoka – Fukuoka City Museum : du 18 septembre au 05 décembre 2021[62].
7. Japon / Osaka – Grand Front Osaka North Building : du 18 décembre 2021 au 23 février 2022[63].
8. Japon / Nagoya – Nagoya City Museum : du 08 mars au 08 mai 2022[64].
9. Pays Bas / Groningue – Groninger Forum : du 30 juillet 2022 au 26 mars 2023[65].

#### L'Épopée artistique de la TrilogieDragons
États-Unis / Los Angeles – Pacific Design Center (PDC) : du 16 au 17 novembre 2020.

#### 25 ans de DreamWorks Animation
1. France / Ferney – Château de Voltaire : du 10 juin au 31 aout 2021[67],[68].
2. France / Saint-Quentin –  Galerie Saint-Jacques : du 25 juin 2022 au 08 janvier 2023.

### Revue de presse
- Le Parisien Magazine : « En créant le musée Art ludique, à Paris, ils ont réussi une prouesse : anoblir les comics et leurs créateurs[69]. »
- Télérama ressent une « nostalgie et virtuosité à tous les étages » à propos de l’exposition Marvel « qui met en majesté les célèbres personnages et l'inventivité de leurs créateurs[70],[71]. »
- Le Monde : « Avec cette institution, il fait reconnaître comme relevant de l'art des œuvres jusque-là invisibles, conçues pendant les phases préparatoires du cinéma d'animation, des jeux vidéo, des mangas. Beau geste[72]. »
- Le Figaro : « De la première planche du premier numéro de Marvel, qui mettait en scène Namor, le prince des mers, aux super-héros ultra réalistes d'Alex Ross, Art Ludique dévoile la richesse graphique et les évolutions successives de la maison. Plus de trois cents planches originales, glanées partout dans le monde, qui raviront les amateurs[73]. »
- Télérama : « Hokusai-Miyasaki : deux expositions qui se font écho[74].»
- Le Figaro : « Cette exposition inédite a de quoi combler enfants comme adultes[75]. »
- Les Inrocks : « L’exposition présente toute l’étendue créative des animateurs d’Aardman en mettant l’accent sur l’expression pure du travail et de l’ouvrage[76]. »
- Revue web Theoria : « La bande dessinée, le manga, le jeu vidéo, le cinéma et le film d’animation ont désormais leur temple au bord de la Seine[77]. »
- Télérama : « Avec sa présentation didactique, l'exposition "L'Art dans le jeu vidéo, l'inspiration française" réussit le tour de force de casser les stéréotypes qui collent à la peau de ce média depuis bien longtemps, tout en dévoilant l'envers du décor »[78]. »
- 20 minutes : « "L’art dans le jeu vidéo" : Le travail insoupçonné des artistes dans l'ombre[79]. »
- Culturebox : « Une revue époustouflante du savoir-faire artistique des créateurs de jeux français[80]. »
- Télérama : « L’éditeur américain DC Comics voit son histoire retracée de manière spectaculaire au musée Art ludique[81]. »
- 20 minutes : « Les dernières images de Dragons 3 [...] donnent envie de se précipiter à la superbe exposition gratuite que le musée Art Ludique consacre à la trilogie, histoire prolonger la magie[82]. »
- Libération voit dans l'exposition Marvel, la présentation de « quelques planches originales perdues au milieu de mannequins et images criardes à la gloire des films[83]. »